# 커우셰니

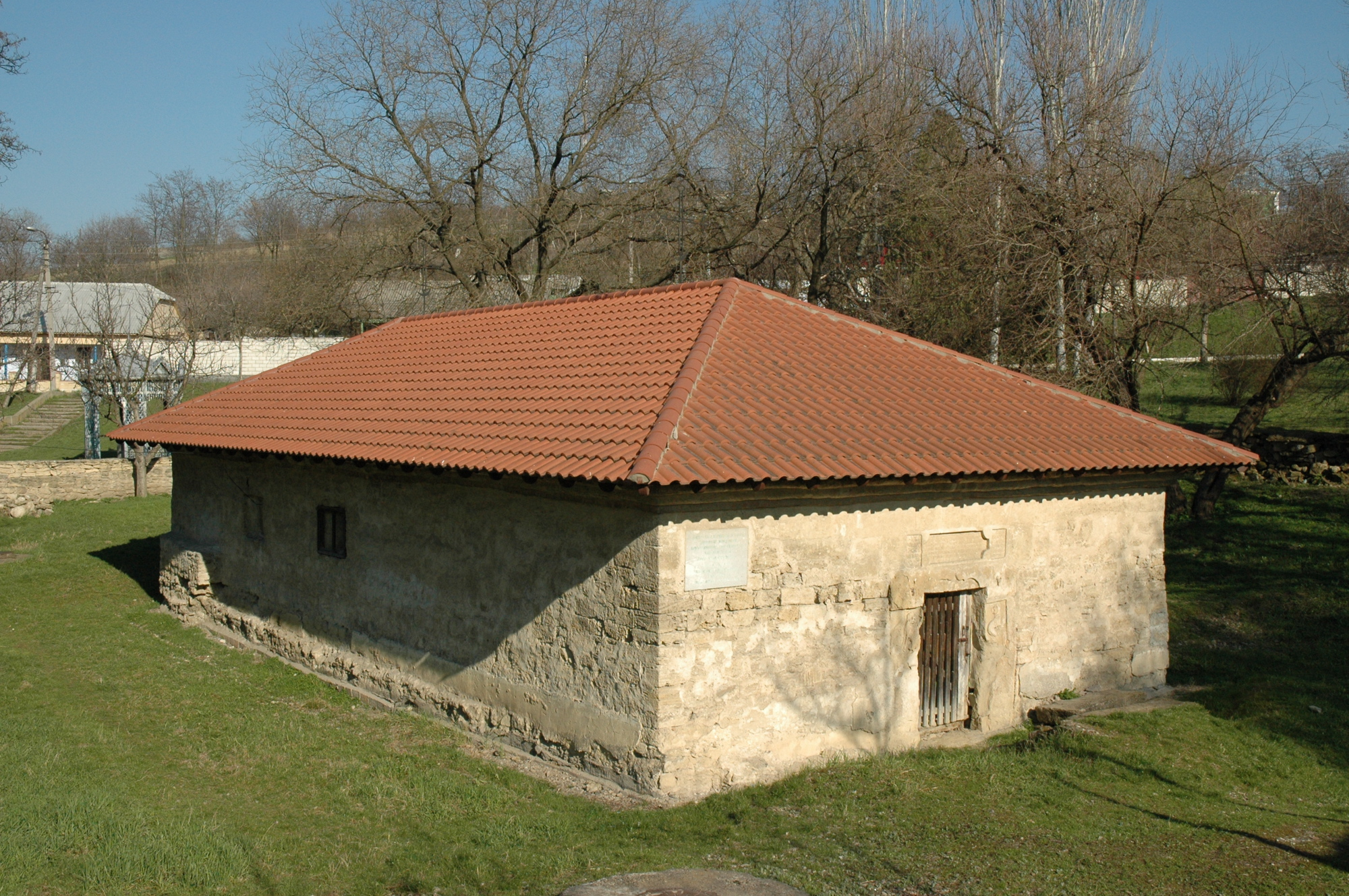

커우셰니(루마니아어: Căuşeni)는 몰도바의 도시로, 커우셰니 구의 행정 중심지이며 인구는 19,900명(2012년 기준)이다.